# تیفانی هاپکینز
تیفانی هاپکینز (به انگلیسی: Tiffany Hopkins) یک بازیگر پورنوی فرانسوی است.

## جایزه‌ها
- ۲۰۰۶ جشنواره بین‌المللی فیلم شهوانی بارسلونا٫ نامزد دریافت جایزه بهترین بازیگر زن نقش مکمل برای بازی در La Brigada Femenina
- ۲۰۰۷ جایزه ای‌وی‌ان٫ نامزد دریافت جایزه بازیگر زن خارجی سال